# Nightmare Before Christmas
Nightmare Before Christmas (deutsch etwa: Der Albtraum vor Weihnachten) ist ein Stop-Motion-Film von Touchstone Pictures, basierend auf einer Geschichte von Tim Burton, aus dem Jahre 1993.
Obwohl Burton als Produzent an der Entwicklung des Films beteiligt war, führte er entgegen einem weit verbreiteten Irrtum nicht selbst Regie. Regisseur des Films war Henry Selick. Der Film startete am 8. Dezember 1994 in den deutschen Kinos.

## Handlung
Jack Skellington, ein dürres Skelett im Nadelstreifenanzug, ist der Kürbiskönig und das große Vorbild aller Bewohner von Halloween Town, einer Stadt, in der viele verschiedene Gruselgestalten leben, die jedes Jahr ein besseres Halloween feiern wollen. Jack jedoch hat es satt, jedes Jahr das Gleiche zu machen, und verfällt in Melancholie. Bei einem Spaziergang durch den Wald gelangt er zu einem Baumkreis, wobei jeder Baum für einen anderen Feiertag steht. Neugierig öffnet Jack die Tür nach Christmas Town, der Weihnachtsstadt. Die bunte Umgebung und die Fröhlichkeit dort gefallen ihm so gut, dass er die Bewohner von Halloween Town dazu bringen möchte, dieses Jahr Weihnachten zu feiern. So bereiten die „Halloweener“ die Geschenke vor, während Jack den Weihnachtsmann entführen lässt, um selbst als „Nikki-Graus“ (Sandy Claws im engl. Original) in Kostüm und Schlitten zu den Kindern zu fliegen und sie zu bescheren. Sally, ein aus Lumpen zusammengenähtes Geschöpf Dr. Finklesteins und heimlich in Jack verliebt, erkennt als einzige, dass die ganze Sache nicht richtig ist, und versucht, Jack aufzuhalten. Der Weihnachtsmann wird zu Oogie Boogie, einem „Schreckgespenst“ (der engl. Boogieman entspricht dem deutschen „schwarzen Mann“), geschleppt und zusammen mit Sally gequält. Währenddessen fliegt Jack als Nikki-Graus durch das Land und verteilt Geschenke wie eine aufziehbare Ente, die messerscharfe Zähne hat und die Kinder oder Extremitäten der „Halloweener“ beißt. Jack wird von der Regierung deshalb schon nach kurzer Zeit gejagt. Mit Raketen schießen sie den am Himmel auf dem Schlitten fliegenden Jack ab, aber er überlebt. Er erkennt, dass Halloween sein Fest ist und er Weihnachten zerstört hat. Die Bewohner von Halloween Town aber nehmen an, Jack sei tot – so auch Oogie Boogie. Er peinigt den Weihnachtsmann und Sally weiter. Plötzlich erscheint Jack und bekämpft Oogie. Letzterer kann flüchten, aber von seinem Körper hängt ein Faden herab. Auf Rache sinnend zieht Jack daran. Der Sack fällt von Oogies Körper ab, und darunter verbirgt sich sein wahrer Körper, der sich aus Käfern, Würmern, Maden und Ameisen („Geziefer“) zusammensetzt. Alles fällt auseinander, und man sieht, dass Oogie Boogie nur ein Ohrenkneifer ist. Er wird vom Weihnachtsmann zertrampelt. Dieser erklärt Jack, dass er Weihnachten noch retten könnte. So geschieht es dann auch, und selbst Jack und Sally finden am Ende zusammen.

## Bezüge zu anderen Genres
Das Musikdrama Nightmare Before Christmas, das unter anderem als „Puppen-Grusical“ bezeichnet wird, ist eine Mischung aus Musical (wegen des musikdramatischen Aufbaus), Film (aufgrund der Kameraführung, der harten Schnitte und anderer filmischer Merkmale) und anderen Darstellungsformen. Optisch lehnt sich das Werk recht deutlich an den deutschen expressionistischen Film der 1920er Jahre an. Nightmare Before Christmas beginnt zunächst tragisch, zeigt sich jedoch ab dem Höhepunkt komödiantisch.
Dramatis Personae
- Jack Skellington: Ein untotes Gerippe, das in der Welt Halloweens als Herr des Spuks und Kürbiskönig höchstes Ansehen genießt.
- Sally: Aus Lumpen zusammengenähtes Kunstwesen, das von ihrem Erschaffer, Dr. Finklestein, gefangengehalten wird. Sie ist in heimlicher Liebe zu Jack entbrannt.
- Dr. Finklestein: Diese Mischung aus Dr. Frankenstein (in Taten) und Dr. Seltsam (in Physis) ist das „Gehirn“ der Halloweenwelt.
- Oogie Boogie: Das Böse schlechthin in Gestalt eines von Lumpen zusammengehaltenen Haufens Ungeziefer.
- Oogie Boogies Bande: Furcht, Angst und Schrecken spielen eine gesonderte Rolle, ähnlich anderen Dreiheiten wie den Hexen bei Macbeth
- Weihnachtsmann
- weitere Charaktere.

Welten
- Halloweenwelt: Trübgraue und schattige Welt des Spuks, angefüllt mit garstigen Kreaturen, die dem Horror und Schrecken dienen (statisch)
- Weihnachtswelt: Buntschillernde Welt voll Freude und allerliebsten Wesen, Frieden auf Erden und den Menschen ein Wohlgefallen (dynamisch)
- echte Welt
- nicht näher gezeigte Welten zu anderen wichtigen Feiertagen (Valentinstag, Saint Patrick’s Day, Ostern und Thanksgiving)

„Overture“ (Intro bzw. Ouvertüre), „Opening“ (Prolog), und „This is Halloween“ (Chorsoli)
Nach dem Einspann (die Ouverture ist eine Variation über viele der folgenden Themen) und dem Prolog in melodramatischer Lyrik durch einen Sprecher (Schauspieler Patrick Stewart in der englischen Version des Soundtracks; im Film ist eine gekürzte Version mit anderem Sprecher zu hören) aus dem Off setzt ein Chor mit teilweisen Chorsoli ein, der die Welt von Halloween in ihren vielfältigen Facetten beschreibt. Die Chorsoli geben vielen Protagonisten die Möglichkeit, sich kurz vorzustellen.
In der 3D-Version sangen Marilyn Manson, aber auch die Band Panic! at the Disco eine neuere Version des Liedes This is Halloween.
„Jack’s Lament“, Arie (Jack Skellington)
(Friedhof, heimlich beobachtet von Sally; außerdem Zero, Jacks Hund)
Jack stellt sich und seine Talente als Kürbiskönig und Herr des Spuks vor. Er erkennt, dass sich im Laufe der Jahre eine innere Leere entwickelt hat, eine niemals gekannte Sehnsucht. Er würde seine Rolle als Herr des Schreckens aufgeben, wenn er könnte.
„In the Forest“ (Melodramatisch) und „What’s this“, Arie (Jack Skellington)
(Dr. Finklesteins Burg)
Dr. Finklestein bekräftigt seine unbedingten Ansprüche auf Sally als ihr Schöpfer.
Sally bereitet einen Trunk, um Dr. Finklestein einzuschläfern und zeitweilig fliehen zu können.
(Wald unweit der Stadt, danach Weihnachtswelt)
Jack entdeckt im Wald Bäume, die als Tore in andere Welten führen. Er wird in die Weihnachtwelt gezogen, die ihn mit völlig neuen Eindrücken in Staunen versetzt und inspiriert.
In der 3D-Version nahm die Gruppe „Fall Out Boy“ eine neue Version von What’s This auf.
„Town Meeting Song“, Arie (Jack Skellington), Chorsoli
(Bürgerversammlung im Bürgerhaus)
Jack, zurückgekehrt, erzählt den anderen Bewohnern der Welt von Halloween vom Weihnachtsland. Er versucht den Zauber dieser Welt zu beschreiben, stößt jedoch nur auf allgemeines Unverständnis. Erst die Darstellung des Weihnachtsmannes als „Niki-Graus“ unter furchterregender Mimik kann die Darbietung für das horrorerprobte Publikum retten.
„Jack-and-Sally-Montage“, filmische und melodramatische Szenen
(Jacks Turmwohnung, Dr. Finklesteins Burg, Stadt, Friedhof)
Sally konnte Dr. Finklestein überlisten und in Schlaf versetzen. Auf dem Friedhof pflückt sie eine Blume. Es offenbart sich ihr die Vision eines Weihnachtsbaumes, der sich in einen flammenden Albtraum verwandelt.
„Jack’s Obsession“, Chorsoli, Arie (Jack Skellington)
(Stadt, dann Jacks Turmwohnung)
Jack beklagt, dass er das Geheimnis von Weihnachten nicht versteht, mehr noch, dass die Erinnerungen an das Weihnachtsland verblassen. In einer plötzlichen Vision glaubt Jack zu verstehen, dass nicht „Niki-Graus“, sondern er Weihnachten dieses Jahr ausrichten solle – eine Idee, mit der er die Bewohner der Halloweenwelt anstecken kann.
Melodramatisch
(Bürgerhaus)
Jack beginnt, Weihnachten vorzubereiten. Dazu soll der Weihnachtsmann von Oogie Boogies Bande entführt werden (Intermezzo Kidnap the Sandy Claws). Sally versucht Jack wegen ihrer Vision vom brennenden Weihnachtsbaum zu warnen. Dieser missversteht ihre Angst – völlig eingenommen von dem Gedanken an „sein Weihnachten“ – als Bescheidenheit Sallys: Sie soll ihm sein Weihnachtsmannkostüm schneidern.
„Making Christmas“, Chorsoli
(Stadt)
Die Vorbereitungen des Weihnachtsfestes werden gezeigt, insbesondere das Bereiten der Geschenke: Hüte aus vergammelten Ratten, Matrjoschkas, die Skorpione enthalten, oder Schrumpfköpfe. Parallel laufen auch im Weihnachtslande die Vorbereitungen – bis die Entführung des Weihnachtsmannes durch die Bande Oogie Boogies tatsächlich glückt.
Der Weihnachtsmann wird zu Oogie Boogie gesperrt (Oogie Boogie’s Song).
Jack ist in höchstem Maße mit sich und den Vorbereitungen zufrieden.
„Kidnapping Song“, Oogie Boogies Gehilfen.
„Oogie Boogie’s Song“, Duett (Oogie Boogie, Weihnachtsmann)
„Sally’s Song“, Arie (Sally)
(Friedhof)
Sally singt voll Sorge vom Unglück, das sie auf Jack zukommen sieht. Dann ergibt sie sich ganz ihrer Liebe zu ihm und singt, wenn auch ohne Hoffnung, von ihrer gemeinsamen Zukunft. Sie beschließt, Jack zu helfen, indem sie den Weihnachtsmann befreit.
„Christmas-Eve-Montage“, filmisch
Jack fährt mit dem mit Geschenken beladenen Schlitten auf die Erde der Menschen, um zu Weihnachten die Geschenke zu bringen. Diese lösen Schreie und blankes Entsetzen aus, die Polizei und schließlich das Militär werden zu Hilfe gerufen. Jacks Schlitten wird abgeschossen (dramatischer Höhepunkt).
„Poor Jack“, Arie (Jack Skellington)
(Friedhof)
Wieder bei Bewusstsein erkennt Jack den Fehler, den er begangen hat. Er beklagt das Leid, das er anderen gebracht hat, vor allem jedoch das Unglück, das über ihn kam. In völligem Selbstmitleid wünscht er sich tot, begraben und beweint.
Doch hierauf erinnert sich Jack seiner Rolle als Kürbiskönig und Herr des Spuks. Es ist noch nicht zu spät, den Weihnachtsmann zu befreien, damit dieser Weihnachten rettet und sich seiner eigenen Rolle in der Welt Halloweens zurückzubesinnen. Er stürmt voll neuen Tatendrangs davon.
„To the Rescue“, melodramatisch
Nachdem Sallys Versuch, den Weihnachtsmann zu retten, misslingt, wird auch sie Gefangene Oogie Boogies. An dieser Stelle tritt Jack hinzu, der in einem Duell in spielkasinohaften Kulissen Oogie Boogie besiegt und Sally und den Weihnachtsmann befreit.
„Finale“ (Chor und Chorsoli) und „Reprise“, Duett (Jack Skellington und Sally)
(Stadt)
Nach allgemeiner Ratlosigkeit ob des misslungenen Weihnachtsfestes und des Abschusses Jacks bringt der Weihnachtsmann auch Weihnachten und Schnee in die Halloweenwelt. Nun können alle Bewohner den Zauber von Weihnachten verstehen.
(Friedhof)
Jack und Sally gestehen sich gegenseitig ihre Liebe.
„End Title“ (Outro, Nachspiel)
Epilog und Abspann mit Variation der verschiedenen musikalischen Themen. Der gesprochene Epilog (im Englischen wieder von Patrick Stewart vorgetragen) fand nicht den Weg in die Filmversion.

## Hintergrund
Trickfilmzeichner Tim Burton, der als junger Mann bei den Walt Disney Animation Studios angestellt war, kamen bereits 1982, als er den animierten Kurzfilm Vincent verwirklicht hatte, erste Ideen in Bezug auf sein Filmprojekt Nightmare Before Christmas in Form vager Skizzen für eine Stop-Motion-Handlung in Spielfilmlänge. Gemeinsam mit dem geistesverwandten Skulpteur Rick Heinrichs und mit Unterstützung des Animationsdesigners Henry Selick, der ebenfalls für die The Walt Disney Company arbeitete, verfolgte Burton das Ziel, diese Entwürfe auszuarbeiten und mit plastischen Figuren bewegt umzusetzen. Zwar zeigte sich die Walt Disney Company bezogen auf das Filmprojekt Nightmare Before Christmas durchaus interessiert, dennoch endete Tim Burtons Ausbildung als Trickfilmzeichner bei dem Medienkonzern, weshalb er vorerst fernab von Disney die Spielfilme Pee-Wee’s irre Abenteuer von 1985 sowie Beetlejuice von 1988 realisierte. Über den Schauspieler Paul Reubens, der die Figur Pee-Wee Herman verkörperte, lernte Tim Burton 1985 den Rock-Musiker Danny Elfman kennen, der nicht nur die Filmmusik für Pee-Wee’s irre Abenteuer komponierte, sondern für etliche folgende Filme von Tim Burton, auch für Nightmare Before Christmas. Zwischen Burton und Elfman begann eine langfristige fruchtbare Kollaboration.
Nachdem Tim Burton auf diese Weise zu einem der erfolgreichsten Filmproduzenten Hollywoods aufgestiegen war, nahm er Verhandlungen mit seinem ehemaligen Arbeitgeber The Walt Disney Company auf für die Verwirklichung des Filmprojekts Nightmare Before Christmas. Für die Realisation sicherte das Unternehmen dem Filmemacher ein Budget von 18 Millionen Dollar zu. Zuerst musste jedoch Tim Burton 1992 die Batman-Fortsetzung Batmans Rückkehr auf die Kinoleinwand bringen, bei dem sein alter Weggefährte Rick Heinrichs als Artdirector mitarbeitete. Danach agierte Heinrichs bei Nightmare Before Christmas als Berater, Produktionsdesigner Henry Selick übernahm die Regie.
Noch bevor das fertige Drehbuch vorlag, schrieb Komponist Danny Elfman unter Zeitdruck die Songs für den Film, anhand ausdrucksstarker Zeichnungen von Tim Burton. Die Songs von Elfman sollten die Geschichte der Hauptfigur Jack Skellington auf musikalischer Ebene erzählen. Die erste filmische Szene, die das Team um Regisseur Henry Selick aufnahm, war jene zu dem Song What's This?, gesungen von der Figur Jack Skellington. Dabei firmierte die Filmcrew unter dem Namen Skellington Productions. Um die farbenprächtigen Kulissen kümmerte sich Artdirector Deane Taylor mithilfe von Set-Designer Gregg Olsson. Während der Produktion wies Tim Burton das Filmteam an, die Kulissen für die fiktive Stadt Halloween-Town äußerst düster zu gestalten, im typischen morbiden Tim-Burton-Stil, mit den vorherrschenden Farben Schwarz, Weiß und Orange. Außerdem durften in Bezug auf den Bau der Modellgebäude von Halloween-Town keine rechten Winkel vorkommen, damit die Häuser möglichst schief und schräg erschienen. Unterdessen wurde der ursprünglich beauftragte Drehbuchautor Michael McDowell wegen Unzuverlässigkeit entlassen, die auf seine Drogensucht nach Kokain zurückzuführen war, und kurzerhand durch die Autorin Caroline Thompson ersetzt, die Lebensgefährtin von Filmkomponist Danny Elfman. Pro Woche schaffte die Filmcrew, eine Minute filmische Handlungszeit in Stop-Motion fertigzustellen. Jedoch konnte das Filmteam die kalkulierten 18 Millionen Dollar an Budget nicht einhalten, weshalb die Handelsvertreterin Kathleen Gavin mit dem Walt-Disney-Vorstand diskutierte, woraufhin die zuversichtliche Geschäftsführung, die große Hoffnung in das vorgelegte Rohmaterial von Nightmare Before Christmas setzte, sechs zusätzliche Millionen bewilligte. Ohne ein Aufstocken des Budgets hätte der Animationsfilm zeitlich erheblich gekürzt werden müssen, so dass etliche wichtige Szenen hätten herausgeschnitten werden müssen.
Zwar singt Komponist Danny Elfman innerhalb der von ihm verfassten Songs die Figur Jack Skellington, für die Sprechrolle dazu wurde aber der Schauspieler Chris Sarandon engagiert, da Elfmans Sprechstimme in dieser Hinsicht nicht zufriedenstellend war. Während der Diskussion mit Drehbuchautorin Caroline Thompson darüber, wie der Film Nightmare Before Christmas enden soll, neigte Initiator Tim Burton zu cholerischen Ausbrüchen. Insgesamt nahm die Filmproduktion zwei Jahre in Anspruch. Um die Urfassung auf den Prüfstand zu stellen, führten die Verantwortlichen den Spielfilm einer Schulklasse mit kleinen Kindern vor. Nach dem Testscreening kam die Walt Disney Company zu der Überzeugung, der Stop-Motion-Film sei wegen seiner dunklen Atmosphäre für Kinder ungeeignet, weshalb der fertige Film nicht mit dem familienfreundlichen Walt-Disney-Logo beworben wurde, sondern mit dem geänderten Titel Tim Burton’s The Nightmare Before Christmas. Als der Film im Herbst 1993 erschien, blieb er an den Kinokassen hinter den Erwartungen zurück und verschwand nach wenigen Wochen aus den Kinos, wo der Film 50 Millionen Dollar Umsatz erzielte. In den folgenden Jahren entwickelte sich Nightmare Before Christmas allerdings als VHS- und DVD-Veröffentlichung zum Kultfilm verbunden mit einem finanziell einträglichen und breiten Angebot an begleitenden Merchandising-Artikeln.

## Auszeichnungen
Bei der Saturn-Award-Verleihung 1994 wurde der Film in den Kategorien Bester Fantasyfilm und Beste Musik ausgezeichnet. Hinzu kam 1994 eine Oscar-Nominierung in der Kategorie Beste visuelle Effekte.
Im Jahr 2023 wurde Nightmare Before Christmas in das National Film Registry aufgenommen.

## 3D-Filmfassung
Am 20. Oktober 2006 brachte Disney eine von Industrial Light & Magic überarbeitete Fassung in 3D heraus, welche nur in wenigen Kinos vorgeführt wurde. In Verbindung mit der 3D-Wiederveröffentlichung des Filmes wurde von Disney vier Tage später ein spezieller Doppel-CD-Soundtrack veröffentlicht. Darauf spielen Künstler wie Fall Out Boy, Marilyn Manson, Panic! at the Disco, Fiona Apple, Amy Lee, Flyleaf, Rise Against, KoRn und She Wants Revenge Coverversionen der Originalstücke des Films. Das Album erreichte schnell Platz 4 der iTunes-Album-Charts. Im Gegensatz zur ursprünglichen Fassung werden in der 3D-Version im Abspann die Personen genannt, die an der 3D-Umsetzung beteiligt waren. Auf der 3D-Blu-ray-Version ist zudem die Originalversion von Frankenweenie enthalten.

## Kritik
Das Lexikon des internationalen Films urteilte, der Film sei ein „in ebenso düsterer und romantischer wie bewegender und komischer Atmosphäre angesiedelter Puppentrickfilm“, gekennzeichnet von „außergewöhnlich reicher Bildfantasie“. Der Film wird als „kleines Meisterwerk des surrealen Kinos“ bewertet.